# Каскетс

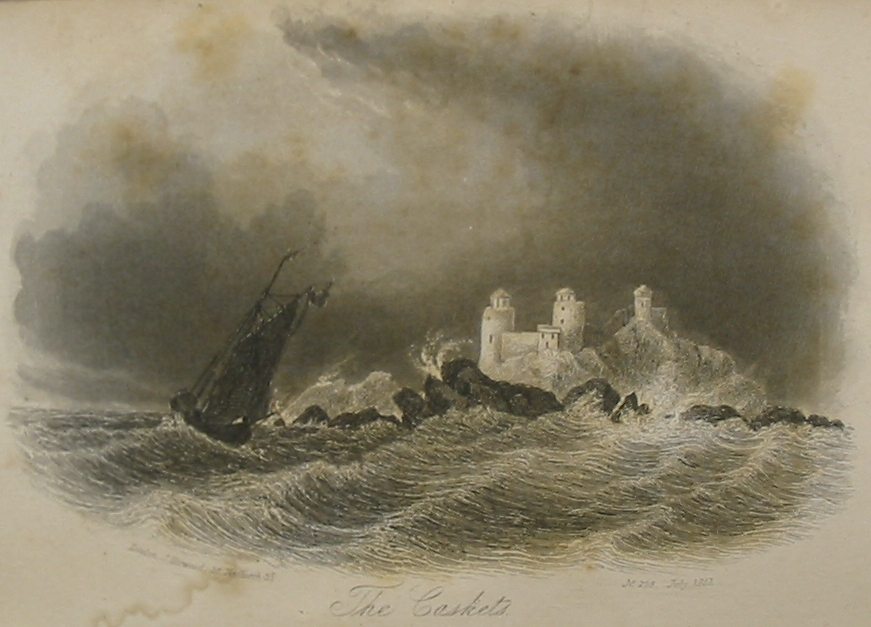
Острови Каскетс, зображення

Ка́скетс, Ке́скетс, Каске́ (фр. Les Casquets) — острови у протоці Ла-Манш у складі Нормандських островів за 13 км на захід від острова Олдерні, коронного володіння Великої Британії Гернсі.

## Назва
Назва походить або від фр. Cascade тобто від хвиль навколо островів, або від фр. casque — шоломоподібних скель, або похідна від фр. cas (зламаний) та фр. quet (скеля).
На карті 1640 року (Leyland map) острови позначені як лат. Casus Rupes «зламані скелі».

## Історія
Усі острови Ла-Маншу тривалий час належали герцогу Нормандії. 1066 року герцог Вільгельм Завойовник захопив Англію й став англійським королем. Острови Ла-Маншу залишилися у власності короля. Перший маяк на довгий час необжитому острові було споруджено 1724 року. Під час Другої світової війни острови були окуповані німецьким вермахтом.
Острови Каскетс завжди були великою небезпекою для кораблів. Численні судна зазнали на островах Каскет корабельної аварії. 1724 року тут було встановлено три вугільні ліхтарі, які 1790 року замінили три поєднані між собою вежі маяків. 1877 року старі маяки замінив один новий, який зберігся й до сьогодні.
Серед відомих корабельних аварій на Каскетс можна згадати аварію британського лінійного корабля «HMS Dragon», що трапилася 16 березня 1712 року. 30 березня 1899 року тут затонув пасажирський пароплав «Стелла»: по дорозі із Саутгемптону до Гернсі він врізався у скелю Блек Рок. З 217 пасажирів загинуло 105 осіб. 1973 року залишки пароплава «Стелла» було знайдено за одну морську милю від місця аварії на глибині 56 м. Тривалий час з островами Каскетс пов'язували найбільшу в історії британського флоту морську катастрофу — загибель 5 жовтня 1744 року лінійного корабля «HMS Victory», внаслідок якої втонуло 1100 чоловік. Проте зараз вже доказано, що аварія трапилася не через скелі Каскетс, а через вади в конструкції самого судна.